# Större kantnål
Större kantnål (Syngnathus acus) en art av familjen kantnålsfiskar.

## Utseende
Den större kantnålen är en långsträckt, rörformad fisk som saknar fjäll, och i stället har kroppen klädd med grönbrungrå benplattor. Den har bröst- stjärt- och ryggfenor (till skillnad från havsnålarna, som endast har ryggfena). Den större kantnålen blir upp till 50 centimeter lång, honan blir längre än hanen. Nosen är ihoptryckt från sidorna, och ungefär lika hög som ögats diameter. Hanen har två hudveck på buken, som bildar en yngelpåse.

## Utbredning
Den större kantnålen finns nära kusten från Senegal, Svarta havet, Medelhavet, längs europeiska kontinentens atlantkust över Brittiska öarna upp till Färöarna och norra Norge. En sydlig förekomst från Namibia och runt Godahoppsudden finns också. Den går in i Skagerack och Kattegatt.

## Vanor
Den lever i kustnära tång- och bandtångbälten ner till 50 meters djup. Liksom sjöhästarna använder den sin smala snabelliknande mun som en pipett, och suger i sig smådjur som fiskyngel och små kräftdjur.
Den leker under sommaren, varvid flera honor kan lägga sina ägg i hanens yngelpåse, som kan innehålla upp till 400 ägg. De 2,5 millimeter stora äggen kläcks efter omkring en månad. Ynglens längd när de lämnar pappans yngelpåse för gott är omkring 35 till 40 millimeter.